# Dominique Duforest
Pour les articles homonymes, voir Duforest.
Dominique Duforest, né le 4 mars 1951 [Où ?], est un responsable de castings, training-coach, animateur de radio et comédien français. 
À la radio, il a notamment travaillé pour NRJ à l'animation comme à la direction. Par ailleurs, il a été aussi dirigeant d'autres grandes stations nationales telles que RMC, RTL2 ou Rire et Chansons.
Depuis 2007, il incarne le personnage de « La Voix », une voix off dans Secret Story, émission de téléréalité diffusée sur TF1 depuis la première saison ainsi que sur NT1 / TFX de la neuvième à la treizième saison.

## Biographie

### Famille
Il est le fils de Jacqueline Duforest, productrice de télévision dans les années 1970 auprès notamment de Guy Lux, décédée en 2003.

### Débuts professionnels
Il commence sa carrière comme directeur de discothèque à La Baule, en Loire-Atlantique.

### Carrière
Dominique Duforest entame ensuite une carrière radiophonique, tout d'abord comme animateur sur la toute nouvelle radio NRJ en 1982 au moment de la libéralisation de la bande FM. Il y est animateur de la matinale, puis le grand interviewer de la station où il s'entretient avec les plus grands artistes du moment : Duran Duran, Paul McCartney, Phil Collins, The Cure, Johnny Hallyday, Mick Jagger, Stevie Wonder, Barry White, Serge Gainsbourg, etc. avant de devenir le premier directeur d'antenne de la station.
En parallèle de ses activités radiophoniques, il participe à la création de la chaîne TV6. Avec les équipes techniques de VCF, il est chargé de la sélection des vidéo-clips, de leur programmation, il supervise également l’habillage d'antenne, etc. À l'antenne, il tient l'émission quotidienne NRJ6 dans laquelle il interviewe de nombreuses vedettes, tout en étant le producteur exécutif de l'émission. Mais cette chaîne de Publicis / NRJ n'émettra qu'un an jusqu'au 1er mars 1987 (remplacée dans la foulée par M6).
Quelques années plus tard, en 1991, il rejoint la station RMC et y retrouve son amie Nathalie André. Il y présente une émission de rock, puis devient adjoint à la direction des programmes. Dans le cadre de ses émissions, il continue à mettre en avant ses qualités d'intervieweur, avec notamment Alice Cooper, INXS, Nirvana, Yoko Ono, ZZ Top, mais également Maurice Béjart ou Montserrat Caballé, etc.
À partir de 1995, il devient directeur de programmes de M40, devenue RTL1, puis RTL2. En 1997, il réintègre le groupe NRJ, comme directeur de l'antenne de La radio du rire, rebaptisée ensuite Rire & Chansons.
En 1997, il rejoint Nathalie André Organisation (NAO), société créée la même année par Nathalie André, et vendue depuis 1999 au groupe Endemol France. Il devient responsable de castings, notamment pour des comédies musicales (Autant en emporte le vent en 2003, Spartacus le gladiateur en 2004, Don Juan en 2004, Bagdad Café en 2005, etc.), mais aussi à la télévision pour les saisons 2 à 6 de Star Academy.
À partir de 2007, il est la voix off de l'émission de téléréalité Secret Story. À ce sujet, il précise lors d'une interview sur la radio genevoise One FM[réf. nécessaire], que malgré des informations publiées sur Internet, « sa voix n'était pas baissée d'un demi-ton pour qu'elle paraisse plus grave ». Seuls quelques traitements de son sont utilisés pour la dynamiser. Le 11 novembre 2009, dans le jeu Attention à la marche spécial Secret Story avec pour invités Émilie, Jonathan, François-Xavier et Sabrina (candidats de la saison 3), la Voix remplace exceptionnellement Baryton, voix off d'Attention à la marche.
Le 15 mars 2017, Dominique Duforest, nouvellement arrivé sur CM-Broadcast, propose deux chroniques ayant trait au monde du rock et de la pop.
Il est également le préparateur d'artistes avant leurs apparitions dans les émissions. Training-coach ; il apprend aux artistes à chanter en playback à la télé. Il leur apprend aussi comment répondre à des interviews, le regard caméra, à se tenir devant une caméra, etc.
Le 22 avril 2024, il annonce qu'« il ne reprendra plus jamais son personnage de La Voix de Secret Story », programme qui revient à l'antenne après sept ans d'absence. Il s'agissait en réalité d'un coup de communication de la part de la production du jeu, Dominique Duforest étant bien présent dans la saison 12 qui démarre le lendemain soir.

## Discographie
- 2007 : C'est tout pour le moment (La Voix vs. DJ Fred) : single
- 2010 : Ton Secret (La Voix feat Marco Bassy) : single, label Marco Bassy Productions.

## Télévision
- Depuis 2007 : Secret Story : La voix
- 2013 : Mère et Fille : Jean Pierre Dufour

## Doublage
- 2013 : Far Cry 3: Blood Dragon : le narrateur
- 2020 : Hyrule Warriors : L'Ère du Fléau : Dorefah
- 2023 : Story of Seasons : A Wonderful Life : ?

## Court métrage
- Saucer, c'est tremper ? (2014) : Dominique [8]